# Silhouettella usgutra
Silhouettella usgutra är en spindelart som beskrevs av Michael Ilmari Saaristo och van Harten 2002. Silhouettella usgutra ingår i släktet Silhouettella och familjen dansspindlar.
Artens utbredningsområde är Socotra. Inga underarter finns listade i Catalogue of Life.